# Germarostes nitens
Germarostes nitens är en skalbaggsart som beskrevs av Guérin-Méneville 1839. Germarostes nitens ingår i släktet Germarostes och familjen Hybosoridae. Inga underarter finns listade i Catalogue of Life.